# Alex Nevsky
Pour les articles homonymes, voir Nevsky.
Alex Nevsky, né Alexandre Parent,,, est un auteur-compositeur-interprète québécois né à Granby le 17 février 1986.

## Biographie
Diplômé de l'école nationale de la chanson de Granby en 2007, Alex Nevsky participe au Festival international de la chanson de Granby en 2009 où il se rend en finale. Il participe à la 14e édition des Francouvertes où il sera finaliste.
Il sort son premier album « De lune à l'aube » en 2010 avec Audiogram, parrainé par l'artiste Yann Perreau. Cet album lui vaudra deux grandes nominations au gala de l'ADISQ pour «Révélation de l'année» et «album de l'année Pop-Rock ». Il est également nommé Révélation Radio-Canada Musique 2010-2011.
Le 30 août 2013, il lance son second disque « Himalaya mon amour » lors du Festival de musique émergente à Rouyn-Noranda.
Le nom "Alex Nevsky" semble venir de Alexandre Nevski (ou Nevsky), héros militaire russe, prince, et saint de l'Église orthodoxe, d'après qui plusieurs monuments sont nommés (dont une cathédrale à Paris).
Depuis 2016, il fait partie de La Voix Junior. Le 2 octobre 2017, l'émission Salut, Bonjour ! confirme qu'il sera coach à La Voix de la saison 6. Il est toujours coach pour la 7e édition de La Voix.
Le 1er août 2018, il devient père d'une fillette prénommée Claire qu’il a eu avec sa conjointe Vanessa Pilon. La dernière chanson qu'Alex Nevsky a composé se nomme Mer de Splendeur.
En 2020, lors de la vague de dénonciation, Alex Nevsky fait paraître ses excuses sur son Instagram, auprès des femmes le dénonçant de ses comportements abusifs. Son nom est alors ajouté à la liste Dis son nom. Après avoir admis ses torts, Alex Nevsky a vu sa collaboration avec Musicor suspendue pour une durée indéterminée.
En 2025, il lance son cinquième album, Tout ce que l’aube promet. Cet album marque son retour sur la scène populaire après s'en être retiré en 2020. Ce sixième album studio fait apparaître plusieurs collaborations. La chanson Comme la mer a notamment été composée avec Salomé Leclerc, une autrice-compositrice-interprète.

## Récompenses
Il a obtenu en 2011 deux nominations au Gala de l’ADISQ dans les prestigieuses catégories Révélation de l’année et Album de l’année Pop-Rock.
Il a été nommé Révélation Radio-Canada Musique 2010-2011.
Il remporte les prix de l'interprète masculin de l'année, de l'album de l'année (pop) pour Himalaya mon amour ainsi que la chanson de l'année pour son titre On leur a fait croire au Gala de l'ADISQ 2014.